# Veste Coburg

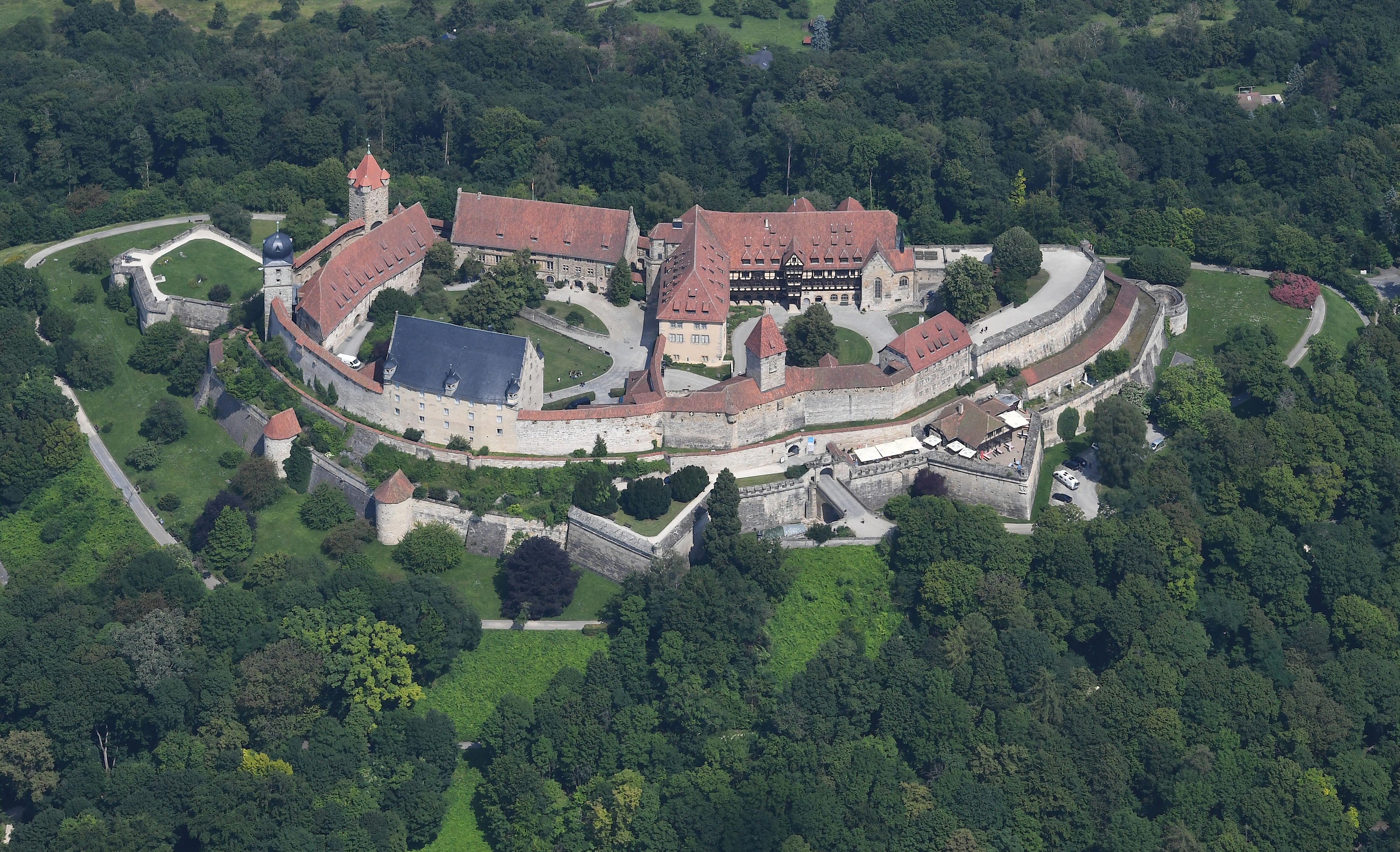
Cetatea Veste (vedere aeriană)

Veste este un vechi castel fortificat din Coburg, Franconia Superioară, landul Bavaria, Germania. Prima sa mențiune scrisă datează din anul 1225, ca domeniu al ducilor de Meranien. Tot de atunci sunt și unele părți bine conservate ale cetății. Cercetările arheologice presupun că cetatea a fost construită în secolul al X-lea, dar lipsesc acte și resturi din edificiul inițial. În prezent este proprietate de stat (muzeu). Muzeul cetății are o colecție bogată de arme, armuri, picturi, sculpturi și porțelanuri. 